# Franciszek Kurzaj
Franciszek Kurzaj (ur. 19 kwietnia 1951 w Sławięcicach) – polski ksiądz katolicki, działacz polonijny, założyciel i prezes polonijnej Fundacji im. ks. Leopolda Moczygemby, prałat, doktor teologii.

## Życiorys
Urodził się w Sławięcicach, w rodzinie Jerzego i Elżbiety zd. Strużyna. Po święceniach kapłańskich, które przyjął w 1976, pracował w Bytomiu i Miechowicach. Studiował teologię na Katolickim Uniwersytecie Lubelskim, uzyskując tytuł licencjusza. W 1986 wyjechał do pracy wśród Polonii w Teksasie. W Presbyterian Theological Seminary w Austin uzyskał tytuł doktora teologii. Jest założycielem i prezesem Fundacji im. ks. Leopolda Moczygemby, propagującej budowanie więzi między Teksasem i Śląskiem. W 2007 ks. Kurzaj otrzymał tytuł Honorowego Ślązaka Roku przyznany w konkursie Po naszymu, czyli po śląsku. Od 2013 jest proboszczem Parafii Najświętszego Serca Pana Jezusa w Floresville.